# Piotr Czerniawski
Piotr Mikołaj Czerniawski (ur. 20 czerwca 1976 we Wrocławiu) – polski poeta i krytyk literacki, redaktor działu poetyckiego „Rity Baum”, były polityk partii Razem.

## Życiorys
Jego poezja jest porównywana do twórczości Marcina Sendeckiego, Filipa Zawady, Grzegorza Wróblewskiego. Publikował w czasopismach literackich (m.in. „Fa-Art”, „Odra”, „Lampa i Iskra Boża”, „Topos”; także recenzje twórczości oraz publikacje).
W 2007 roku otrzymał II nagrodę w XVII edycji Turnieju Jednego Wiersza im. Rafała Wojaczka, organizowanym przez wrocławski oddział Stowarzyszenia Pisarzy Polskich. Był jednym z administratorów wortalu poetyckiego Nieszuflada.pl.
W latach 2007–2011 był wiceprezesem Stowarzyszenia Wikimedia Polska.
W wyborach samorządowych w 2014 kandydował z ramienia Partii Zieloni do rady miejskiej Wrocławia, jednak nie uzyskał mandatu (otrzymał 10 głosów).
W latach 2015–2019 był politykiem Partii Razem, początkowo w radzie okręgu wrocławskiego partii, a następnie od 2016 do 2019 w radzie krajowej (w czerwcu 2019 ugrupowanie przyjęło nazwę Lewica Razem), w grudniu 2019 zrezygnował z członkostwa w partii.

## Publikacje
- 30 łatwych utworów, OKiS, Wrocław 1999
- Poprawki do snów, Korporacja Ha!art, Kraków 2005, ISBN 83-89911-21-3
- Przed południem w: antologia Wolałbym nie, Korporacja Ha!art, Kraków 2009, ISBN 978-83-61407-97-3
- Końcowki. Henryk Bereza mówi (z Adamem Wiedemannem), Korporacja Ha!art, Kraków 2010, ISBN 978-83-61407-15-7